# Від'ємні заощадження
Від'є́мні заоща́дження — видатки на споживчі товари і послуги понад використані і сума, на яку видатки на особисте споживання перевищують використовуваний дохід. Протиставляється додатним заощадженням.
В економічній літературі «від'ємні заощадження» — це чисте зростання заборгованості за споживчим кредитом.
Від'ємні заощадження виникають, як правило, в умовах інфляції, коли населення перестає робити нові заощадження і витрачає попередні під загрозою втрати їх від інфляції та інших факторів соціально-економічного характеру.